# Brandon Davidson
Brandon Davidson (* 21. August 1991 in Lethbridge, Alberta) ist ein kanadischer Eishockeyspieler, der seit Juli 2024 beim HC Kometa Brno aus der tschechischen Extraliga unter Vertrag steht und dort auf der Position des Verteidigers spielt. Zuvor war Davidson zwischen 2012 und 2023 nahezu für Franchises aus der National Hockey League (NHL) und deren Farmteams in der American Hockey League (AHL) aktiv.

## Karriere

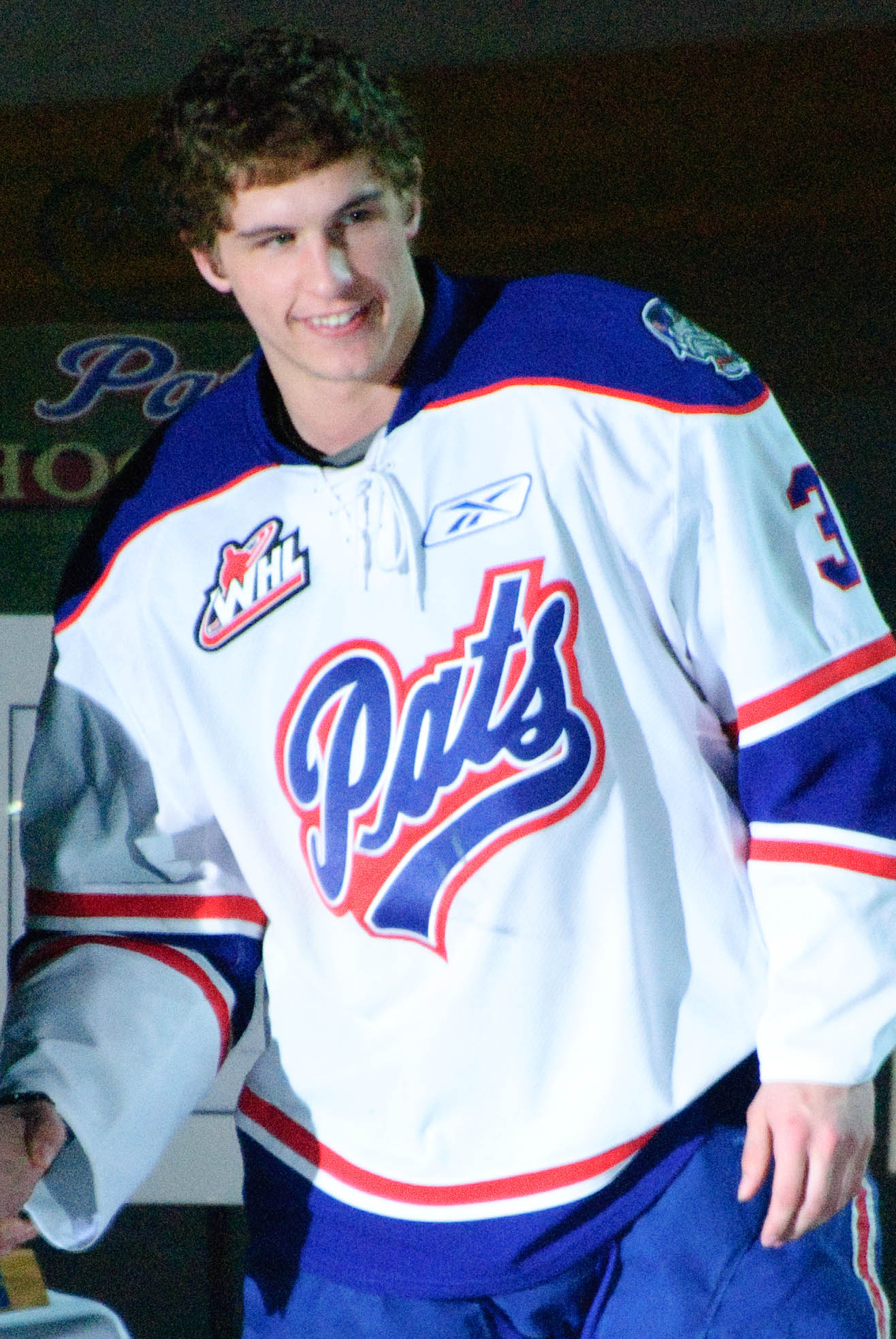
Davidson im Trikot der Regina Pats (2011)

Davidson begann seine Karriere in der Saison 2007/08 bei den Olds Grizzlys in der kanadischen Juniorenliga Alberta Junior Hockey League (AJHL), wo er für insgesamt zwei Spielzeiten auf dem Eis stand. In den Spielzeiten 2009/10 und 2010/11 spielte er für die Regina Pats in der Western Hockey League (WHL), ehe der Verteidiger im Mai 2012 von der Organisation der Edmonton Oilers aus der National Hockey League (NHL), die sich zuvor im Rahmen des NHL Entry Draft 2010 die Transferrechte am Kanadier gesichert hatten, unter Vertrag genommen wurde. Die anschließende Saison begann Davidson zunächst beim Farmteam Oklahoma City Barons in der American Hockey League (AHL), musste jedoch aufgrund einer im November 2011 diagnostizierten Hodenkrebs-Erkrankung längere Zeit pausieren. Nach erfolgreicher Chemotherapie absolvierte er im Februar 2012 zunächst einige Partien für die Stockton Thunder in der unterklassigen ECHL, bevor er zu den Barons zurückkehrte.
Nachdem Davidson in der Saison 2013/14 seine erste vollständige Spielzeit in der AHL verbracht hatte, kam er im folgenden Jahr erstmals zu zwölf Einsätzen für die Oilers in der höchsten Spielklasse Nordamerikas. Im Sommer 2015 wurde sein Vertrag in Edmonton um ein weiteres Jahr verlängert. Im Verlauf der Spielzeit avancierte der Verteidiger schließlich zum Stammspieler und erhielt im Sommer 2016 erneut ein Vertragsangebot der Oilers. Dieses galt für zwei Jahre. Allerdings trennte sich Edmonton Ende Februar 2017 vorzeitig von ihm, als er im Tausch für David Desharnais an die Canadiens de Montréal abgegeben wurde.
Davidson beendete die Spielzeit bei den Canadiens und bestritt dort auch die folgende bis Anfang Dezember 2017, ehe er über den Waiver den Weg zurück nach Edmonton zu den Oilers fand. Diese gaben den Abwehrspieler im Februar 2018 an die New York Islanders ab und erhielten im Gegenzug ein Drittrunden-Wahlrecht im NHL Entry Draft 2019. In New York beendete Davidson die Spielzeit, ohne im Sommer 2018 einen weiterführenden Vertrag zu erhalten. In der Folge schloss er sich als Free Agent im September 2018 den Chicago Blackhawks an. In gleicher Weise wechselte er im Juli 2019 zu den Calgary Flames. Diese wiederum gaben den Kanadier zur Trade Deadline im Februar 2020 ohne weitere Gegenleistung an die San Jose Sharks ab, ehe er sich im Oktober 2020, abermals als Free Agent, den Buffalo Sabres anschloss. Dort stand er bis zum Juli 2022 hauptsächlich für das AHL-Farmteam Rochester Americans auf dem Eis.
Nach insgesamt zehn Spielzeiten, die er bei Franchises aus der NHL unter Vertrag gestanden hatte, entschied sich der Kanadier Ende August 2022 zu einem Wechsel in die Kontinentale Hockey-Liga (KHL), wo er einen Vertrag beim chinesischen Teilnehmer Kunlun Red Star unterzeichnete. Ohne jedoch eine Partie für KRS zu bestreiten, unterzeichnete er Ende Oktober desselben Jahres einen Probevertrag bei seinem Ex-Team Rochester Americans, für die er bis zur Auflösung des Arbeitsverhältnisses Ende November neunmal auf dem Eis stand. Im Anschluss wurde er vom Ligakonkurrenten Cleveland Monsters verpflichtet. Allerdings verließ er den Klub nach 27 Einsätzen bereits im Februar 2023 wieder und wechselte erstmals nach Europa. Dort beendete Davidson die Spielzeit bei Färjestad BK aus der Svenska Hockeyligan (SHL), ehe er sich im Juli 2023 für eine Spielzeit dem Ligakonkurrenten Rögle BK anschloss. Mit dem Wechsel zum HC Kometa Brno aus der tschechischen Extraliga fügte der Kanadier im Juli 2024 einen weiteren europäischen Verein seiner Vita hinzu.

## Erfolge und Auszeichnungen
- 2012 WHL East Second All-Star Team
- 2013 Fred T. Hunt Memorial Award

## Karrierestatistik
Stand: Ende der Saison 2023/24
(Legende zur Spielerstatistik: Sp oder GP = absolvierte Spiele; T oder G = erzielte Tore; V oder A = erzielte Assists; Pkt oder Pts = erzielte Scorerpunkte; SM oder PIM = erhaltene Strafminuten; +/− = Plus/Minus-Bilanz; PP = erzielte Überzahltore; SH = erzielte Unterzahltore; GW = erzielte Siegtore; 1 Play-downs/Relegation; Kursiv: Statistik nicht vollständig)